# Валерик (село)
Валерик (чечен. Валаргтlе, Валарг) — село в Ачхой-Мартановском районе Чеченской Республики. Административный центр Валерикского сельского поселения.

## География
Село расположено по обоим берегам реки Валерик, в 7 км к востоку от районного центра Ачхой-Мартан и в 25 км к юго-западу от города Грозный.
Ближайшие населённые пункты: на севере — село Закан-Юрт, на северо-востоке — сёла Хамби-Ирзе и Кулары, на востоке — Гехи, на юге — Гехи-Чу и Шалажи, на западе — Катар-Юрт и на северо-западе — село Шаами-Юрт.

## История

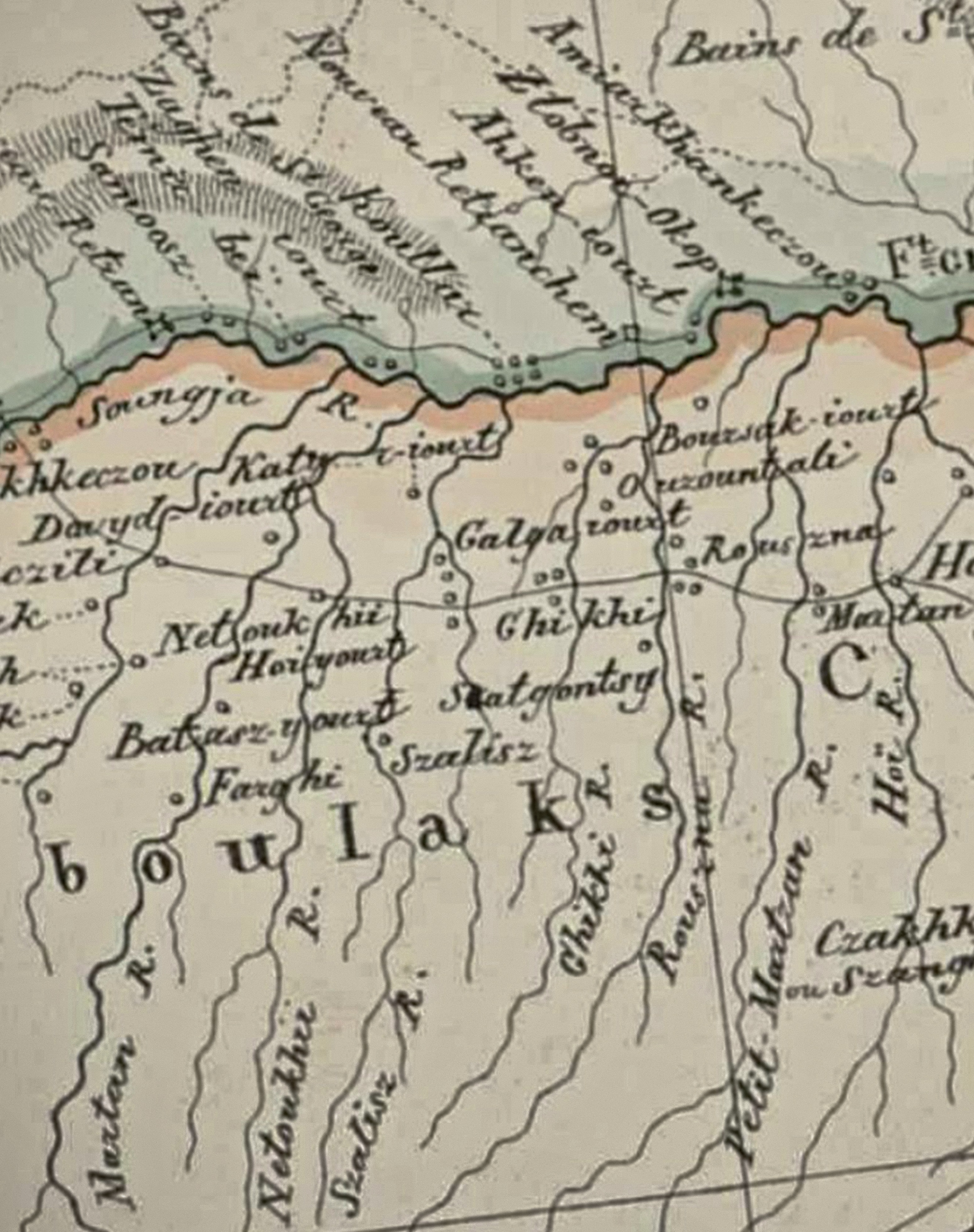
Фрагмент карты 1826 года генерал-майора А. Хатова

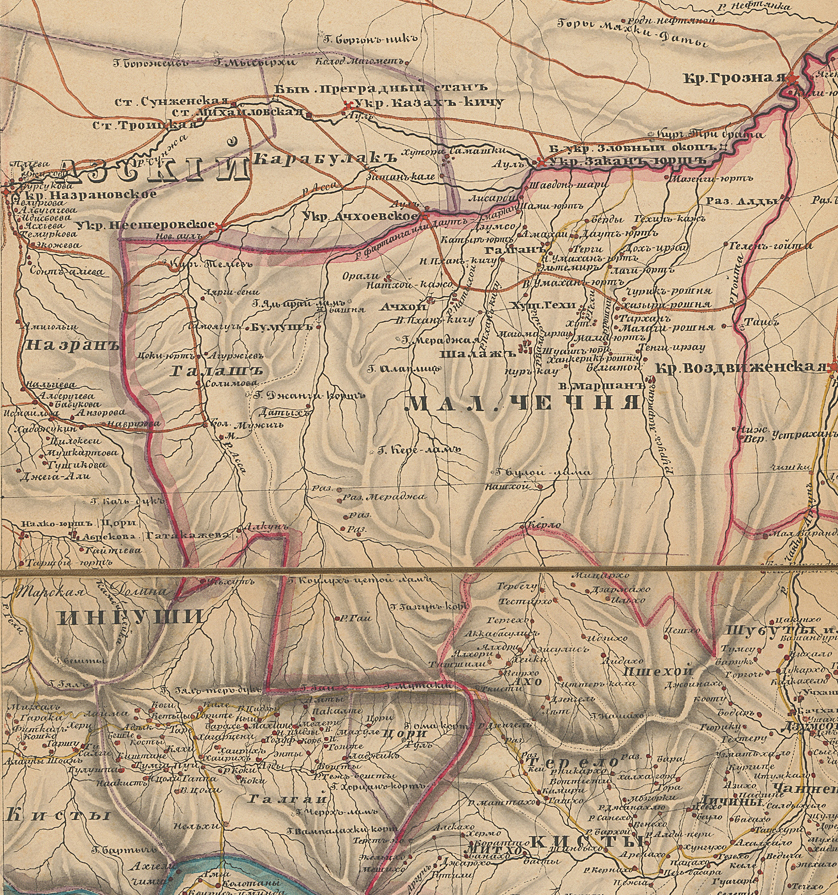
Карта Малой Чечни. 1847 г.

В районе села в 1853 году обнаружены Валерикские склеповые постройки значительных размеров. Помимо сосудов и перстня в нем обнаружены золотые браслеты.
На месте села до Кавказской войны находились несколько чеченских хуторов: Даут-Юрт, Дзумса, Дзулгу-Юрт, Галгай-Юрт, Зандак и др. В период войны в районе села происходили сражения чеченцев с царскими войсками. Самое известное из них сражение на реке Валерик, когда в июле 1840 года против экспедиционного отряда под руководством генералов Галафеева и Фрейтага выступило чеченское войско под руководством Исы Гендергеноевкого, Ахверды Магомы и Саадулы Гехинского. В сражении принимал участие М. Ю. Лермонтов, который посвятил ему одноимённое стихотворение. По некоторым данным древний аул Валерик основал коренной аккинец Воккал, аул также был известен как не спокойный.

## Население
| 1979  | 1990  | 2002  | 2010  | 2012  | 2013  | 2014  |
| ----- | ----- | ----- | ----- | ----- | ----- | ----- |
| 5065  | ↗5750 | ↗6012 | ↗8023 | ↗8290 | ↗8519 | ↗8693 |
| 2015  | 2016  | 2017  | 2018  | 2019  | 2020  | 2021  |
| ↗8873 | ↗9062 | ↗9173 | ↗9283 | ↗9483 | ↗9584 | ↗9626 |
| 2023  | 2024  |       |       |       |       |       |
| ↗9748 | ↗9837 |       |       |       |       |       |

## Тайпы
- Бей (Бацой)[К. 1]
- Велхой[К. 2]
- Цонтарой
- Пешхой
- Галай
- Мулкой
- Чантий
- Тумсой
- Нижалой
- Кей
- Аккий
- Цорой
- Айткхаллой
- Маьлхий
- Нашхой
- Чинахой[25]

## Инфраструктура
В селе функционируют:
- Валерикская муниципальная основная общеобразовательная школа[26]
- Валерикская муниципальная средняя общеобразовательная школа № 1[27]
- Валерикская муниципальная средняя общеобразовательная школа № 2[28]
- мечеть[29]